# 食品容器環境美化協会
公益社団法人食品容器環境美化協会（しょくひんようきかんきょうびかきょうかい、略称食環協）は、飲料6団体が設立した飲料容器の散乱防止、啓発活動を行う公益法人。

## 概要
- 所在地 - 〒108-0023 東京都港区芝浦2-15-16 田町K・Sビル6階
- 会長 - 田中美代子（日本コカ・コーラ副社長）

## 事業内容
- アダプト・プログラムの普及・推進
- 環境教育の支援 - 児童向け環境学習サイト「まち美化キッズ」の運営。小学校教諭向け環境学習ガイドの発行。環境美化教育表彰の実施。
- ポイ捨て防止啓発キャンペーン
- 調査・研究・情報発信

## 会員団体
- 一般社団法人全国清涼飲料工業会
- 一般社団法人全国トマト工業会
- 一般社団法人日本果汁協会
- 日本コーヒー飲料協会
- コカ・コーラ協会
- ビール酒造組合

## 沿革
- 1973年 飲料6団体が自主的に「食品容器環境美化協議会」設立
- 1981年「統一美化マーク」採用
- 1982年 飲料8団体を会員とする「社団法人食品容器環境美化協会」設立
- 2011年 「公益社団法人食品容器環境美化協会」として再発足